# Saint-Hilaire-lez-Cambrai

Saint-Hilaire-lez-Cambrai este o comună în departamentul Nord, Franța. În 1 ianuarie 2022 avea o populație de 1.557 de locuitori.